# Семенишин Микола Олександрович
Семенишин Микола Олександрович (нар. 25.11.1969, с. Жердя Чемеровецького району, Хмельницької області) — генерал поліції третього рангу (2015).

## Життєпис
Закінчив Національну академію внутрішніх справ України (1998) та Подільський державний аграрно-технічний університет (2010). Доктор юридичних наук зі спеціальності 12.00.08 — кримінальне право та кримінологія; кримінально-виконавче право.
1990 року почав працювати постовим міліціонером в Кам'янці-Подільському на Хмельниччині, далі працював у карному розшуку.
З 2000 року очолював Деражнянський, а потім Кам'янець-Подільський МВ УМВС України в Хмельницькій області. В 2007 році призначений начальником курсу факультету підготовки слідчих навчально-наукового інституту підготовки слідчих і криміналістів Київського Національного університету внутрішніх справ України.
2010 — начальник Тернопільського МВ УМВС.
2011 — звільнений до запасу ЗСУ.
2009—2011 — викладав у вузах.
2011 — заступник голови правління КП «Спеціалізоване управління протизсувних підземних робіт» Київ, 2012 — директор цього ж підприємства.
З липня 2014 року — начальник УМВС України в Івано-Франківській області.
З 17 березня 2015 року — начальник УМВС України в Хмельницькій області.
З 7 листопада 2015 року — начальник ГУНП в Хмельницькій області.
Наказом голови Нацполіції від 12 вересня 2017 року призначений начальником ГУНП в Донецькій області
З 26 серпня 2021 — керівник ГУНП в Одеській області
З квітня 2023 — в.о. професора кафедри кримінального права та кримінології Одеського державного університету внутрішніх справ

## Звання
- Генерал поліції третього рангу (2015)

## Нагороди
- Почесна грамота Верховної Ради України[джерело не вказане 1314 днів]
- Відзнака Президента України «За участь в антитерористичній операції»[джерело не вказане 1314 днів]

## Наукові праці
1. Семенишин М. О. Концептуальні засади запобігання корисливо-насильницьким злочинам органами та підрозділами національної поліції України (за матеріалами операції Об'єднаних сил): монографія. Київ: ВД «Дакор», 2020. 550 с.
2. Семенишин Н. А. Правовые основы применения оружия как способ предупреждения разбойных нападений на банки в зоне проведения антитеррористической операции. Наше право. 2016. No 3. С. 194—200.
3. Семенишин М. О. Кримінологічні напрями діяльності правоохоронних органів зарубіжних країн у запобіганні бандитизму. Право.UA. 2017. No 1. С. 225—232.
4. Семенишин М. О. Загальносоціальні заходи запобігання умисним вбивствам із корисливих мотивів в Україні. Європейські перспективи. 2017. No 3. С. 215—222.
5. Семенишин М. О. Взаємодія органів та підрозділів національної поліції щодо запобігання насильницьким грабежам в Україні. Наше право. 2018. No 1. С. 218—225.
6. Семенишин М. О. Особливості формування корисливо-насильницької поведінки у дітей. Право.UA. 2018. No 2. С. 185—191.
7. Семенишин М. О. Вплив маргіналізації особи на формування корисливо-насильницької злочинної поведінки. Європейські перспективи. 2018. No 2. С. 214—222.
8. Семенишин М. О., Вітвіцький С. С., Бичін С. О. Загальнотеоретичний підхід до кримінологічної характеристики запобіжної детективної діяльності в Україні. Право.UA. 2019. No 2. С. 64–69.
9. Семенишин М. О. Кримінологічна характеристика торгівлі людьми в Україні. Науковий вісник публічного та приватного права. 2019. No 6. С. 283—288.
10. Семенишин М. О. Становлення та розвиток відповідальності за розбій у кримінальному законодавстві України. Європейські перспективи. 2020. No 1. С. 124—130.
11. Семенишин М. О. Поняття особи, яка вчиняє корисливо-насильницькі злочини. Верховенство права. 2020. No 1. C. 118—124.
12. Семенишин М. О. Кримінологічна детермінація корисливо-насильницької злочинності. Правовий часопис Донбасу. 2020. No 1. С. 162—168.
13. Семенишин М. О. Зарубіжний досвід запобігання корисливо-насильницьким злочинам, що вчиняються дітьми. Наше право. 2020. No 1. С.88–95.
14. Семенишин М. О. Окремі проблеми кримінальної відповідальності за злочини, пов'язані з терористичною діяльністю. Вісник Луганського державного університету внутрішніх справ імені Е. О. Дідоренка. 2020. No 1. С.287–297.
15. Семенишин М. О. Віктимологічні аспекти незаконного заволодіння транспортними засобами. Право.UA. 2020. No 1. С. 113—120.
16. Семенишин М. О. Механізм захисту прав і свобод людини у діяльності Національної поліції України. Порівняльно-аналітичне право. 2020. No 2. С. 276—282.
17. Семенишин М. О. Національна поліція України як суб'єкт запобігання злочинам. Юридичний науковий електронний журнал. 2020. No 2. С. 340—343.
18. Семенишин М. О. Віктимологічні заходи запобігання корисливо-насильницьким злочинам в Україні. Європейські перспективи. 2020. No 2. С. 97–104.
19. Семенишин М. О. Використання зарубіжного досвіду правоохоронних органів у запобіганні організованій злочинності в Україні. Правовий часопис Донбасу. 2020. No 2. C. 167—175. 17
20. Семенишин М. О. Аналіз кількісних показників корисливо-насильницької злочинності у Донецькій та Луганській областях (за матеріалами операції Об'єднаних сил). Право і суспільство. 2020. No2. Ч. 3. С. 73–79.
21. Семенишин М. О. Об'єктивна сторона бандитизму за кримінальним законодавством України. Підприємництво, господарство і право. 2020. No 3. С. 258—264.
22. Семенишин М. О. Запобігання незаконному заволодінню транспортними засобами як об'єкт кримінологічного дослідження. Підприємництво, господарство і право. 2020. No 4. С. 344—349.
23. Семенишин М. О. Кримінально-правова характеристика агресивної корисливо-насильницької злочинності. Підприємництво, господарство і право. 2020. No 5. С. 267—273.
24. Семенишин М. О. Реалізація поліцейської діяльності, спрямованої на взаємодію з громадськістю (за матеріалами Донецької області). Актуальні питання забезпечення публічної безпеки, порядку в сучасних умовах: поліція та суспільство — стратегії розвитку та взаємодії: матеріали Всеукр. наук.-практ. конф. (Маріуполь, 18 трав. 2018 р.). Маріуполь: ДВНЗ «ПДТУ», 2018. С.192–196.
25. Семенишин М. О. Генеза поняття «гібридна війна». Українське суспільство в умовах війни: виклики сьогодення та перспективи миротворення: матеріали ІІ Всеукр. наук.-практ. конф. (Маріуполь, 15 черв. 2018 р.). Маріуполь: ДонДУУ, 2018. С. 178—181.
26. Семенишин М. О., Вітвіцький С. С. Зарубіжний досвід залучення громадськості до запобігання злочинам проти власності. Україна і Європейський Союз: сучасні тенденції співпраці: матеріали кругл. столу (Маріуполь, 16 трав. 2019 р.). Маріуполь, 2019. С. 160—164.
27. Семенишин М. О. Окремі питання кадрового менеджменту в органах Національної поліції України. Правова доктрина: міжнародний досвід та практична реалізація в Україні: матер. Міжнар. наук.-практ. конф. (Маріуполь, 22 трав. 2019 р.). Маріуполь: МДУ, 2019. С. 23–24.
28. Семенишин М. О. Концептуалізація забезпечення прав і свобод людини та громадянина на території Донеччини в діяльності ГУНП в Донецькій області. Дотримання прав людини і громадянина на території проведення операції Об'єднаних сил (до Дня Національної поліції України): матеріали кругл. столу (Маріуполь, 12 лип. 2019 р.). Маріуполь, 2019. С. 155—166.
29. Семенишин М. О. Кримінологічна безпека у системі національної безпеки (на прикладі окупованих Донецької та Луганської областей). Кримінологічна безпека населених пунктів: матеріали Міжнар. наук.-практ. конф. (Маріуполь, 31 лип. 2020 р.). Київ: ВД «Дакор», 2020. С. 308—312.
30. Семенишин М. О., Назимко Є. С. Окремі пропозиції з удосконалення законодавства щодо запобігання злочинам, пов'язаним з терористичною діяльністю (за матеріалами операції Об'єднаних сил). Забезпечення правопорядку в умовах коронакризи: матеріали панельної дискусії IV Харків. Міжнар. юрид. форуму (Харків, 23–24 верес. 2020 р.). Редкол.: В. Я. Тацій, А. П. Гетьман, Ю. Г. Барабаш, Б. М. Головкін. Харків: Право, 2020. С. 166—172
31. Протидія підрозділами карного розшуку кишеньковим крадіжкам: метод. реком. / М. О. Семенишин, В. І. Василинчук, О. І. Козаченко, О. М. Стрільців. Київ: Нац. акад. внутр. справ, ДКР МВС, 2014. 54 с.
32. Євробачення — 2017: довідник патрульного / М. О. Семенишин, В. Л. Костюк, Н. В. Федоровська, О. М. Стрільців, В. І. Василинчук та ін. Київ: Нац. акад. внутр. справ, 2017. 235 с.
33. Семенишин М. О., Зусін В. Я., Остапчук В. В. Професійна етика та естетика поліцейського: навч. посіб. Маріуполь: ДВНЗ «ПДТУ», 2018. 31 с. 34. Розслідування за фактами обстрілів (вибухів) у районі проведення операції Об'єднаних сил / М. О. Семенишин, О. М. Стрільців, 19 С. С. Чернявський, Р. М. Дударець: метод. реком. Київ: Нац. акад. внутр. справ, 2018. 88 с.
34. Організаційно-правовий механізм протидії екстремізму в Україні: наук.-практ. посіб. / В. М. Бесчастний, М. О. Семенишин, С. С. Вітвіцький та ін. Київ: ВД «Дакор», 2019. 154 с.
35. Громадський контроль за діяльністю органів Національної поліції України: наук.-практ. посіб. / В. М. Бесчастний, М. О. Семенишин, С. С. Вітвіцький, Р. О. Ткаченко та ін. Київ: ВД «Дакор», 2020. 152 с.
36. Адміністративно-правове забезпечення захисту персональних даних в діяльності Національної поліції України: наук.-практ. посіб. / В. М. Бесчастний, М. О. Семенишин, С. С. Вітвіцький, І. Б. Малаховська та ін. Київ: ВД «Дакор», 2020. 176 с.
37. Детективна діяльність в механізмі запобігання злочинності: монографія / М. О. Семенишин, В. М. Бесчастний, С. С. Вітвіцький, С. О. Бичін, Є. С. Назимко. Київ: ВД «Дакор», 2020. 160 с.